# 本多久子
本多 久子（ほんだ ひさこ）は、日本のフィギュアスケート選手（女子シングル）。東京都出身。1954年全日本選手権3位。

## 経歴
1952年、全日本ジュニア選手権に出場し優勝する。
1954年、全日本選手権に出場し生田艶子、美土路洋子に続き3位に入る。
1961年と1962年には国民体育大会に東京都代表で出場し、一般女子で優勝する。

## 主な戦績
| 大会/年              | 1952-53 | 1953-54 | 1954-55 | 1960-61 | 1961-62 |
| -------------------- | ------- | ------- | ------- | ------- | ------- |
| 全日本選手権         |         |         | 3       |         |         |
| 全日本ジュニア選手権 | 1       |         |         |         |         |
| 国民体育大会         |         |         |         | 1       | 1       |